# Sakyadhita
Sakyadhita („Töchter des Buddha“) wurde 1987 als Netzwerk buddhistischer Frauen in Bodhgaya gegründet. Anlass dazu war die „Conference on Buddhist Nuns“, für die der Dalai Lama die Schirmherrschaft übernommen hatte. Die Initiative dafür ging von der deutschen Theravada-Nonne Ayya Khema, von der amerikanischen Bhikshuni Karma Lekshe Tsomo, der thailändischen Professorin Chatsumarn Kabilsingh (und späteren Nonne Dhammananda) und der deutschen Bhikshuni Jampa Tsedrön aus.
Seither fanden zahlreiche internationale und regionale Sakyadhita-Konferenzen statt:
1. Bodhgaya, Indien (1987)
2. Bangkok, Thailand (1991)
3. Colombo, Sri Lanka (1993)
4. Leh, Ladakh, Indien (1995) „Women and the Power of Compassion: Survival in the 21st Century.“
5. Phnom Penh, Kambodscha (1997/98)
6. Lumbini, Nepal (2000) „Women as Peace Makers: Self, Family, Community, World“
7. Taipeh, Taiwan (2002)
8. Seoul, Südkorea (2004) „Discipline and Practice of Buddhist Women: Present and Past“
9. Kuala Lumpur, Malaysia (2006) „Buddhist Women in a Global Multicultural Community“
10. Ulan Bator, Mongolei (2008) „Buddhism in Transition: Tradition, Changes, and Challenges“.[1]
11. Ho-Chi-Minh-Stadt, Vietnam (2009/2010) „Eminent Buddhist Women“.[2]
12. Bangkok, Thailand (2011)
13. Vaishali, Indien (2013)

Die Ziele von Sakyadhita sind
- ein internationales Netzwerk buddhistischer Frauen aller Traditionen aufzubauen
- das Verständnis zwischen den buddhistischen Traditionen zu fördern, insbesondere durch internationale Konferenzen
- Frauen auszubilden, zu unterstützen und sie zu ermutigen, als Lehrerinnen tätig zu werden
- buddhistischen Nonnen und Frauen, die Nonnen werden wollen, Anleitung und Hilfe zu geben und sie bei ihrer Ausbildung zu unterstützen
- Forschungsarbeiten zu unterstützen und zu veröffentlichen, die sich auf Frauen beziehen
- durch die Verwirklichung dieser Ziele zu mehr Frieden in der Welt beizutragen